# Denis Kalume Numbi
 (mars 2021).
Si vous disposez d'ouvrages ou d'articles de référence ou si vous connaissez des sites web de qualité traitant du thème abordé ici, merci de compléter l'article en donnant les références utiles à sa vérifiabilité et en les liant à la section « Notes et références ».
Denis Kalume Numbi est un général et un homme politique de la république démocratique du Congo. Il était membre du gouvernement Gizenga, ministre d’État de l’Intérieur, la Décentralisation et de la Sécurité.

Il est remplacé à ce poste le 26 octobre 2008, par Célestin Mbuyu Kabango, lors de la constitution du gouvernement dirigé par Adolphe Muzito.

## Carrière militaire
Il fait partie en compagnie entre autres du Général Major Lukama Marcellin, de la 106e promotion Toutes Armes-TAW (actuellement Sciences Sociales et Militaire-SSMW), de l'École royale militaire de Belgique.
En 1998, il est chargé par le président de la République Laurent-Désiré Kabila de mettre en place le "Service National", une structure rassemblant des militaires et des civils, avec pour objectif la production agricole pour pallier le déficit alimentaire de la population, la formation des jeunes aux métiers manuels (maçonnerie, électricité, etc.) et une formation militaire de base.
Il fait ouvrir pour cela un centre pilote à Kaniama et à Kasese (Sud-Ouest de la province du Katanga), pour l'année 1999, il fallait ouvrir au minimum un centre dans les provinces non encore occupée par les mouvements rebelles.

## Carrière politique
Il doit cependant rapidement quitter cette structure (Service national), afin d'entrer dans les différents gouvernements de Laurent-Désiré Kabila.
En janvier 2001, il est chargé avec d'autres officiels, de l'organisation des funérailles de Laurent-Désiré Kabila, abattu dans son bureau du palais de Marbre à Kinshasa.
Il entre ensuite repris comme ministre du Plan et de la Reconstruction au gouvernement de Joseph Kabila. Il est suspendu de ses fonctions le 11 novembre 2002, à la suite de la publication du rapport Kassem des Nations unies sur le pillage des ressources naturelles de la république démocratique du Congo, où son nom est cité aux côtés de ceux de Mwenze Kongolo (ministre de la Sécurité et de l'Ordre public), Augustin Katumba Mwanke (ministre à la Présidence), Mawampanga Mwana Nanga (ambassadeur en poste au Zimbabwe), Didier Kazadi Nyembwe (administrateur directeur général à l'Agence nationale de renseignements) et Jean Charles Okoto Lolakombe (administrateur délégué général de la Minière de bakwanga « MIBA »).
Il réussit néanmoins à revenir aux affaires à la faveur de la crise à l'est du pays, en qualité de conseiller militaire du président Joseph Kabila, avant d'être nommé ministre d'État chargé de l'Intérieur, dans le gouvernement du Premier ministre Antoine Gizenga.
En juin 2018 alors que le pays est dirigé par Joseph Kabila, Denis Kalume Numbi est nommé ambassadeur de la RDC en Russie.